# 48 Portraits
48 Portraits ist eine Werkgruppe des deutschen Malers Gerhard Richter. In fotorealistischer Manier schuf er in den Jahren 1971/72 eine Serie von 48 Porträtbildern von Persönlichkeiten, die die Moderne beeinflussten. Auf einen imaginären Betrachter in zentraler Position ausgerichtet, geben sie den Eindruck eines modernen Heldenfrieses. Mit dieser Arbeit nahm Richter 1972 an der Biennale von Venedig teil. Heute hängen die Bilder im Kölner Museum Ludwig.
Die Serie umfasst Porträts folgender Personen:
| obere Reihe (von links nach rechts) | untere Reihe (von links nach rechts) |
| --- | --- |
| - Mihail Sadoveanu (1880–1961) - Otto Schmeil (1860–1943) - William James (1842–1910) - Jean Sibelius (1865–1957) - Hans Pfitzner (1869–1949) - Frédéric Joliot-Curie (1900–1958) - James Chadwick (1891–1974) - Max Planck (1858–1947) - James Franck (1882–1964) - Manuel de Falla (1876–1946) - Paul Valéry (1871–1945) - Enrico Fermi (1901–1954) - Alfred Mombert (1872–1942) - Bjørnstjerne Bjørnson (1832–1910) - Giacomo Puccini (1858–1924) - Saint-John Perse (1887–1975) - Paul Hindemith (1895–1963) - Albert Einstein (1879–1955) - Wilhelm Dilthey (1833–1911) - Isidor Isaac Rabi (1898–1988) - François Mauriac (1885–1970) - Rainer Maria Rilke (1875–1926) - Karl Manne Siegbahn (1886–1978) - Anton Webern (1883–1945) | - José Ortega y Gasset (1883–1955) - Gustav Mahler (1860–1911) - Arrigo Boito (1842–1918) - Igor Strawinski (1882–1971) - Pjotr Iljitsch Tschaikowski (1840–1893) - Herbert George Wells (1866–1946) - Alfredo Casella (1883–1947) - Paul Dirac (1902–1984) - Paul Claudel (1868–1955) - Nicolai Hartmann (1882–1950) - Thomas Mann (1875–1955) - John Dos Passos (1896–1970) - Patrick Maynard Stuart Blackett (1897–1974) - Franz Kafka (1883–1924) - Louis-Victor de Broglie (1892–1987) - Graham Greene (1904–1991) - Alfred Adler (1870–1937) - Hugo von Hofmannsthal (1874–1929) - Émile Verhaeren (1855–1916) - Oscar Wilde (1854–1900) - Anton Bruckner (1824–1896) - William Somerset Maugham (1874–1965) - André Gide (1869–1951) - Rudolf Borchardt (1877–1945) |

## Replik Helnweins
Angeregt durch ein Rundfunkinterview der deutschen Feministin Alice Schwarzer, die öffentlich kritisierte, Richters Werkgruppe stelle nur Männer dar, fertigte zwanzig Jahre nach deren Entstehung der österreichische Maler Gottfried Helnwein 1991 einen Zyklus von 48 Porträtbildern weiblicher Persönlichkeiten. Als Gegenpol zum kühlen Grau der Serie Richters bediente Helnwein sich warmer Rottöne. 1994 erwarben die Sammler Peter und Irene Ludwig die Werkgruppe, die seitdem Teil der Sammlung des Ludwig Forum Aachen ist.
Die Serie umfasst Porträts folgender Personen:
- Sofia Kowalewskaja (1850–1891)
- Virginia Woolf (1882–1941)
- Louise Otto-Peters (1819–1895)
- Ella Fitzgerald (1917–1996)
- Coco Chanel (1883–1971)
- Lise Meitner (1878–1968)
- Josephine Baker (1906–1975)
- Hannah Arendt (1906–1975)
- Claire Waldoff (1884–1957)
- Marilyn Monroe (1926–1962)
- Käthe Kollwitz (1867–1945)
- Tina Turner (1939–2023)
- Patricia Highsmith (1921–1995)
- Bertha von Suttner (1843–1914)
- Janis Joplin (1943–1970)
- Gertrude Stein (1874–1946)
- Simone de Beauvoir (1908–1986)
- Christa Wolf (1929–2011)
- Mileva Einstein (1875–1948)
- Amelia Earhart (1897–1937)
- Else Lasker-Schüler (1869–1945)
- Pina Bausch (1940–2009)
- Erika Fuchs (1906–2005)
- Selma Lagerlöf (1858–1940)
- Marie Curie (1867–1934)
- Marie-Luise Kaschnitz (1901–1974)
- Emmeline Pankhurst (1858–1928)
- Florence Nightingale (1820–1910)
- Susan Sontag (1933–2004)
- Marlene Dietrich (1901–1992)
- Anne Frank (1929–1945)
- Camille Claudel (1864–1943)
- Margaret Mead (1901–1978)
- Rosa Mayreder (1858–1938)
- Irmtraud Morgner (1933–1990)
- Meret Oppenheim (1913–1985)
- Georgia O’Keeffe (1887–1986)
- Isadora Duncan (1877–1927)
- Astrid Lindgren (1907–2002)
- Rosa Luxemburg (1871–1919)
- Frida Kahlo (1907–1954)
- Maria Callas (1923–1977)
- Billie Holiday (1915–1959)
- Clara Schumann (1819–1896)
- Alice Schwarzer (1942– )
- Ingeborg Bachmann (1926–1973)
- Elfriede Jelinek (1946– )
- Hedwig Dohm (1831–1919)